# Stenoma niphacma
Stenoma niphacma es una especie de polilla del género Stenoma, orden Lepidoptera. Fue descrita científicamente por Meyrick en 1916.

## Descripción
Tiene una envergadura de 15 mm. Las alas anteriores son de color pizarra oscuro con el borde costal blanco desde un cuarto hacia adelante y con una línea ligeramente irregular desde el medio de la costa hasta los dos tercios del dorso.  Hay una mancha blanca estrecha. Las alas posteriores son gris oscuras. Es de hábitos nocturnos.

## Distribución
Stenoma niphacma habita en el continente de América, en Guayana Francesa.